# Sphenomorphus schlegeli
Sphenomorphus schlegeli — вид сцинкоподібних ящірок родини сцинкових (Scincidae). Ендемік Індонезії. Вид названий на честь німецького герпетолога Германа Шлегеля.

## Поширення і екологія
Sphenomorphus schlegeli мешкають на островах Комодо, Рінка і Флорес. Вони живуть в сухих тропічних лісах і галерейних лісах, на висоті від 200 до 500 м над рівнем моря.